# Delphyre trinita
Delphyre trinita là một loài bướm đêm thuộc phân họ Arctiinae, họ Erebidae.